# Edgar Torronteras i Garcia
Edgar Torronteras i Garcia   (Cardedeu, 17 de maig de 1980), conegut popularment com a E.T. o L'Extraterrestre, és un pilot de motocròs català que ha destacat especialment en la modalitat del Freestyle, de la qual fou un pioner mundial el 1995 i en què ha obtingut tota mena d'èxits internacionals, entre ells diverses medalles als X Games. Al començament de la seva carrera va guanyar també nombrosos campionats de Catalunya i d'Espanya de motocròs juvenils, així com de supercross. Actualment segueix en actiu, centrat en els espectacles de demostració.

## Biografia

### L'etapa del motocròs
Nascut en una família amb molta afició al motociclisme, Edgar Torronteras va començar a conduir motocicletes el 1983, a tres anys. Va estar entrenant-se fins als sis, al 1986, quan es va federar i va participar en alguna cursa infantil. El 1987 va disputar la seva primera cursa de motocròs, a Navàs. El 1988, a vuit anys, el seu pare el va inscriure als Campionats de Catalunya i d'Espanya de motocròs d'iniciació i aviat hi va aconseguir les primeres victòries. En una cursa a Olot fou descobert per Joan Cros i aquest li oferí suport i una Kawasaki amb la qual va córrer unes temporades patrocinat per l'equip de Cros, el Team JCR. Els seus èxits el feien anar pujant de categoria ràpidament i esdevenir un dels millors pilots europeus de motocròs en categories inferiors. El 1995 va quedar subcampió d'Europa de 80cc cadet per ben poc, ja que se li va trencar la roda anterior quan estava a punt de guanyar-ne el títol. Arribat a la categoria dels 125cc, el 1997 en fou subcampió d'Europa de motocròs i campió d'Espanya de supercross.
Durant la dècada del 1990, Torronteras va continuar la seva carrera a escala internacional i va participar en algunes curses al Campionat AMA de supercross, alhora que obtenia diversos èxits en la majoria d'esdeveniments europeus de renom. Arribats a 1995, quan tenia només 15 anys, va començar a fer els seus primers passos dins el món del Freestyle Motocross ("FMX"), una modalitat que aleshores tot just començava a desenvolupar-se als Estats Units. Encara va trigar, però, sis anys a decidir dedicar-s'hi en exclusiva.

### Pioner del Freestyle
Al mitjan dècada del 1990, Torronteras feia temps que seguia l'activitat dels seus ídols americans, com ara Jeremy McGrath o Jimmy Button, els quals començaven a sorprendre el públic dels estadis amb tota mena de tricks ("trucs", tal com s'anomenen els salts espectaculars del freestyle). El català ho va provar i fins i tot va innovar introduint-ne de nous. En aquella època havia esdevingut habitual organitzar un concurs de salts després de les principals proves de Supercross (al de Barcelona, per exemple, se n'hi va instaurar un des de la primera edició, el 1990). El 1995, al Supercross de París-Bercy, Torronteras fou triat com a substitut del lesionat Mike Metzger quan va arribar l'hora dels salts i va protagonitzar una reeixida actuació que va marcar l'inici de la seva carrera com a "rider" de freestyle. Atès que aquell concurs de salts era el primer que es feia específicament de tipus freestyle, Torronteras és considerat un pioner d'aquesta modalitat a Europa.
Al moment del seu debut a París, Torronteras ja havia inventat molts trucs personalitzats, als quals posava noms que manllevaven els de trucs de monopatí i de bicicleta. Molts d'aquests noms encara es fan servir actualment per a designar aquells trucs, com ara l'Indian (una mena d'espagat), el Shaolin (obrir-se de cames en saltar), etc.

### Èxits internacionals
En l'àmbit internacional, Torronteras rivalitzà amb el nord-americà Travis Pastrana i guanyà nombrosos esdeveniments arreu del món, entre ells les proves de Los Angeles i Las Vegas el 1997, la Van Big Air París Bercy i la MGM de Las Vegas el 1999 i totes les competicions estatals d'aquesta especialitat del 2001 al 2004 (com ara la Red Bull X-Fighters de Madrid del 2002), així com el Campionat d'Espanya del 2010. Els seus èxits van fer que el 2009 rebés el premi Fan Awards com a llegenda del Freestyle.
Els anys 2011 i 2012 guanyà el King of Warriors i totes les proves del Masters of Dirt. Pel que fa als X Games, el 2013 assolí la medalla d'or al Best Whip als de Barcelona (celebrats al Palau Sant Jordi), la de plata als del Brasil i la de bronze als d'Alemanya.

### Accidents
Al llarg de la seva carrera, Torronteras ha patit nombroses caigudes que li han ocasionat serioses lesions. El 2016, en un espectacle que oferia al pavelló d'esports de Llinars del Vallès, en una forta caiguda es va fracturar els turmells, va perdre un testicle i es va obrir la barbeta. Li va caldre un any al llit per a recuperar-se'n. Malgrat tot va seguir i al cap d'un any, en una altra caiguda, es va trencar el fèmur; més tard es va trencar la clavícula i l'omòplat, algunes costelles i es va perforar els pulmons. Tot i així va tornar, i encara va patir alguna altra caiguda forta fent Speed & Style, una altra modalitat del freestyle que practica darrerament.

## Actualitat
Edgar Torronteras ha viscut sempre a la zona residencial d'Alfou, al límit entre Cardedeu i Sant Antoni de Vilamajor. Cap al 2011 es va casar amb la seva xicota, a qui va conèixer a Màlaga, i al cap d'un any el matrimoni va tenir una filla. Des d'aleshores viu a Màlaga durant la setmana i els caps de setmana viatja per a competir. Abans dels espectacles, però, torna a Catalunya per a entrenar. Inicialment ho feia en un terreny de la seva propietat a Sant Pere de Vilamajor, el "Banana Camp", però el 2018 l'Ajuntament de Llinars li cedí un terreny de 50.000 metres quadrats on ha instal·lat el seu camp d'entrenament particular.
Torronteras practica tota mena d'esports a més del FMX, entre ells el surf de neu i el wakeboard. També ajuda nens que s'inicien en el motocròs, practica el beatboxing i fa de DJ a Barcelona.

## Palmarès
Font:

### Motocròs
- 60 cc
  - 1988: Campió del Trofeu Finamersa
  - 1989: Campió de Catalunya
  - 1990: Campió de Catalunya i d'Espanya Aleví
- 80 cc
  - 1991: Campió de Catalunya
  - 1992: Campió de Catalunya i d'Espanya Juvenil
  - 1994: Campió de Catalunya i d'Espanya Cadet
  - 1995: Campió de Catalunya i d'Espanya Cadet, Subcampió d'Europa Cadet
- 125 cc
  - 1997: Campió d'Espanya de supercross
  - 1998: Subcampió d'Europa
- 250 cc
  - 1999: Campió d'Espanya de supercross

### Freestyle
- 1997: Guanyador dels Freestyle de Los Angeles i Las Vegas
- 1997-2002: 6 Victòries seguides al concurs de salts del Supercross de Barcelona
- 1998: Guanyador de la Van Big Air París-Bercy i la MGM de Las Vegas
- 2004: Victòria al Freestyle Masters MX Barcelona
- 2009: Campió d'Espanya i premi Fan Awards com a llegenda del Freestyle
- 2011-2012: Guanyador del King of Warriors i de totes les proves del Masters of Dirt
- 2013: Medalla d'or al Best Whip als X Games de Barcelona, medalla de plata als del Brasil i la de bronze als d'Alemanya

### Altres
- 1992: Campió de Catalunya de supermotard 80 cc